# Belle Gibson
Annabelle Natalie Gibson (ur. 8 października 1991 w Launceston w Tasmanii) – australijska influencerka i zwolenniczka pseudonauki, autorka aplikacji mobilnej The Whole Pantry i książki kucharskiej o tym samym tytule. Fałszywie twierdziła, że zdiagnozowano u niej wiele nowotworów, w tym raka mózgu, z którymi skutecznie radziła sobie za pomocą diety, ćwiczeń, medycyny naturalnej i alternatywnych terapii medycznych, oraz że przekazała znaczną część swojego dochodu i zysków firmy na rzecz wielu organizacji charytatywnych. W 2015 przyznała, że informacje o jej chorobie były nieprawdziwe. Nie zapłaciła nałożonej na nią grzywny, którą w 2017 zasądził Federalny Sąd Australii (410 000 dolarów australijskich).

## Życiorys
Rodzinny dom w Brisbane opuściła w wieku 12 lat. Zamieszkała z kolegą z klasy, później z przyjacielem rodziny. Uczyła się w Wynnum State High School w Wynnum w stanie Queensland. Naukę przerwała w 10. klasie. Później twierdziła, że była w edukacji domowej.
Pracowała jako stażystka w firmie cateringowej PFD Food Services w Lytton. W końcu 2008 przeprowadziła się do Perth w Australii Zachodniej. Zaangażowała w skateboardingu i udzielała się w społeczności internetowej. W lipcu 2009 przeprowadziła się z Perth do Melbourne. W 2010, w wieku 18 lat, została matką.

### The Whole Pantry
W 2012 założyła konto na Instagramie @healing_belle, twierdząc, że ma raka mózgu, i promując nowoczesne podejście w zakresie odżywiania i stylu życia. W ciągu roku zdobyła 200 000 obserwujących. W sierpniu 2013, w wieku 21 lat, uruchomiła aplikację mobilną The Whole Pantry. W 2014 oznajmiła potencjalnemu partnerowi biznesowemu, że działała w sieci pod kilkoma pseudonimami. Wykazano, że Gibson była trzy lata młodsza, niż publicznie twierdziła.
W ciągu miesiąca od uruchomienia aplikacja The Whole Pantry została pobrana 200 000 razy. W 2013 Apple uznał ją za najlepszą aplikacją w kategorii Best Food and Drink App. Wkrótce Gibson podpisała umowę wydawniczą z Lantern Books, częścią Penguin Books, na książkę kucharską, która została wydana w październiku 2014. We wrześniu 2014 współpracowała z Apple Inc., aby rozwinąć aplikację na domyślnie zainstalowaną w Apple Watch, co ogłoszono w kwietniu 2015. Na początku 2015 szacowano, że zyski ze sprzedaży aplikacji i książki The Whole Pantry przekroczyły 1 milion dolarów australijskich. Gibson zamierzała rozszerzyć markę poza aplikację, rejestrując domenę The Whole Life i ogłaszając w grudniu 2014, że poszukuje specjalisty IT, który rozszerzy aplikację i portfolio marki. Aplikacja The Whole Pantry oraz The Whole Life zostały zarejestrowane przez partnera Belle Gibson, Clive'a Rothwella. W marcu 2016, po wybuchu kontrowersji w sprawie Gibson, zmieniono wpis rejestracyjny.
Marka The Whole Pantry zaprzeczyła, jakoby Gibson namawiała kogokolwiek na rezygnację z konwencjonalnego leczenia raka. Twierdzono, że „niezliczoną ilość razy pomogła innym” leczyć się „naturalnie”, a także „nakłaniała ich do stosowania naturalnej terapii na wszystko, od płodności, depresji, uszkodzeń kości i innych rodzajów raka”.

### Twierdzenia o stanie zdrowia
Gibson opisała swoją walkę z rakiem na blogu o nazwie The Whole Pantry. W wywiadach twierdziła, że miała raka mózgu, krwi, śledziony, macicy, wątroby i nerek, które błędnie przypisała reakcji na szczepionkę przeciwko rakowi szyjki macicy Gardasil. Gdy w listopadzie 2014 wydano jej książkę, w przedmowie stwierdziła, że jej stan jest „stabilny od dwóch lat, bez oznak rozwoju raka”. Mediom powiedziała, że rak dotarł do jej wątroby i nerek, zaś 3 miesiące wcześniej na stronie The Whole Pantry na Facebooku pisała, że rak rozprzestrzenił się na mózg, krew, śledzionę i macicę. Twierdziła, że przeszła kilka operacji serca i że umarła na stole operacyjnym, że miała również udar. Nie potrafiła jednak tego udowodnić ani wskazać lekarzy, którzy ją zdiagnozowali i leczyli. Nie miała blizn pooperacyjnych po rzekomych operacjach serca.
Na usuniętym już koncie na Instagramie i w innych mediach społecznościowych Gibson promowała praktyki pseudonaukowe, w tym terapię Gersona, antyszczepionkowość i korzyści ze spożywania niepasteryzowanego surowego mleka. Kontrowersyjną terapię Gersona promowała też australijska blogerka Jessica Ainscough, na której pogrzebie Gibson była obecna, gdy Ainscough zmarła na raka pod koniec lutego 2015.

### Rzekoma działalność charytatywna
Wątpliwości na temat jej stanu zdrowia „pojawiły się, gdy nie przekazała obiecanej darowizny w wysokości 300 000 dolarów na cele charytatywne”. Zarzucano jej, że nie przekazała na zamierzone cele darowizn charytatywnych zebranych w 2013 i 2014. Zaprzeczyła tym zarzutom. Fairfax Media oświadczyło, że „nie przekazała dochodów zebranych w imieniu pięciu organizacji charytatywnych” i „rażąco zawyżyła łączną kwotę darowizn firmy na różne cele”. Dwie organizacje charytatywne potwierdziły dziennikarzom „The Australian”, że firma Gibson użyła ich nazw w zbiórkach funduszy, ale albo nie przekazała darowizn, albo niewłaściwie rozliczyła fundusze. W 2014 Gibson twierdziła, że The Whole Pantry przekazało około 300 000 dolarów na cele charytatywne, w tym na opiekę zdrowotną nad matkami w krajach rozwijających się, wsparcie medyczne dla dzieci chorych na raka i szkoły w Afryce Subsaharyjskiej. Pod koniec 2014, gdy aplikacja The Whole Pantry została wstępnie zainstalowana na iPadzie, Gibson na swoim koncie na Instagramie ogłosiła, że współpracuje z 20 różnymi organizacjami charytatywnymi.
W związku z postępowaniem w sprawie oszustwa Gibson ostatecznie przyznała, że poważnie zawyżyła kwoty darowizn na cele charytatywne. Media w marcu 2015 stwierdziły, że tylko około 7000 USD z wcześniej zgłoszonych 300 000 USD przekazała łącznie 3 organizacjom charytatywnym, przy czym co najmniej 1000 USD z 7000 USD dopiero po tym, gdy dowiedziała się o dochodzeniu Fairfax Media w jej sprawie. Kolejne 1000 USD z 7000 USD przekazanego na cele charytatywne przelewami pod nazwiskiem Rothwella, a nie Gibson lub pod nazwą firmy. W marcu 2015 rodzice małego dziecka z rakiem mózgu, z którym zaprzyjaźniła się Gibson, zgłosili, że nie wiedzieli, że Gibson wcześniej twierdziła, że zbiera fundusze na leczenie ich dziecka w ich imieniu. Rodzina nigdy nie otrzymała żadnych funduszy i podejrzewała, że Gibson wykorzystywała informacje zaczerpnięte z doświadczeń rodziny, aby poprzeć własne twierdzenia o raku mózgu.

### Śledztwo medialne
Z czasem zaczęły pojawiać się pytania o brak należytych starań Apple, Penguin i australijskich mediów o sprawdzenie twierdzeń Gibson, na co zwrócono uwagę w programie Media Watch stacji ABC. Firma Apple w odpowiedzi na zapytanie od mediów w marcu 2015, odmówiła wycofania aplikacji The Whole Pantry ze sprzedaży, stwierdzając, że martwi się jedynie jej funkcjonalnością. Wkrótce potem aplikacja została wycofana z oferty premium Apple Watch. Następnie Apple usunął ją z Apple Store i ze wszystkich materiałów promocyjnych Apple Watch. Firma nie podała powodów tych decyzji.
Gdy dziennikarze śledczy zwrócili się do Lantern Books, pracownicy wydawnictwa stwierdzili, że nie sprawdzili zasadności twierdzeń Gibson na temat raka, ponieważ w przypadku książki kucharskiej nie było to wymagane. Gdy kontrowersje narastały, książkę wycofano ze sprzedaży, powołując się na brak odpowiedzi ze strony Gibson na pytania od mediów. Jednak Fairfax Media poinformowało, że przed publikacją książki Penguin nagrał wywiad video z Gibson na temat jej choroby.
Magazyn „Elle Australia” wydawany przez Bauer Media Group, przyznał, że odrzucił anonimy o tym, że Gibson zmyśliła swoją historię, które dotarły do redakcji po publikacji entuzjastycznego artykułu na temat Gibson w grudniu 2014. Wydawany przez ten sam koncern Cosmopolitan, który w 2014 przyznał Gibson nagrodę „Fun Fearless Female”, przyznał, że również otrzymał i zignorował podobny e-mail. Po wyznaniach Gibson nie odebrano jej nagrody, stwierdzając, że została „nominowana przez czytelników i głosowana przez czytelników”. Jednak miesiąc wcześniej zastępca redaktora naczelnego Cosmopolitan oświadczył, że „sami zgłosili nominację”, wskazując, że magazyn – a nie opinia publiczna – odegrał kluczową rolę w promowaniu Gibson. Specjalista ds. badań nad rakiem z Instytutu Badań Medycznych Garvana publicznie oświadczył, że bezkrytyczne media przyczyniły się do jej „oszustwa” poprzez zaniechanie podstawowej weryfikacji faktów.
Gdy w mediach pojawiły się kontrowersje, The Whole Pantry zaczęło usuwać wszelkie komentarze zamieszczone na swojej (później usuniętej) stronie na Facebooku, które kwestionowały twierdzenia Gibson, twierdząc, że pogłębiały „dezinformację” w związku z pierwotnym artykułem Fairfax. To działanie marki wywołało jeszcze większą krytykę. Posty, które Gibson zamieściła na swoim koncie na Instagramie, odnoszące się do jej chorób lub darowizn na cele charytatywne, również zostały usunięte. Niedługo potem wszystkie posty zostały usunięte z kont Gibson i The Whole Pantry na Instagramie. Administrator jej bloga „na prośbę użytkownika” selektywnie usuwał również posty dotyczące raka Gibson i twierdzenia o jej krótkotrwałej śmierci podczas operacji serca. Konta marki i Gibson na wielu platformach społecznościowych zostały zdezaktywowane, utajnione lub usunięte. Gibson założyła później nowe konto na Facebooku i, działając pod pseudonimem, broniła swojej pracy i przeciwdziałała temu, co nazywała „nękaniem” siebie i swojej rodziny. Napisała, że wkrótce opublikuje „list otwarty”.
W lutym 2015 bliska przyjaciółka Gibson Chanelle McAuliffe skonfrontowała ją z podejrzeniami na temat oszustw, których się dopuściła. Namawiała Gibson, aby ujawniła prawdę, ale ta odmówiła. McAuliffe zgłosiła sprawę policji, prawnikowi i dziennikarzowi śledczemu, ale nie chcieli zbadać sprawy. Dziennikarze z „The Age”, potwierdziwszy wersję McAuliffe, ujawnili oszustwa Gibson. W marcu 2015, gdy media ujawniły kłamstwa Gibson na temat darowizn na cele charytatywne, dochodzenie medialne wykazało, że zmyśliła historię o raku, skłamała na temat swojego wieku i życia osobistego. Stwierdzono, że pieniądze, które miała przekazać na cele charytatywne, wydawała na rozrzutny tryb życia, wynajem ekskluzywnego domu szeregowego, samochodu i powierzchni biurowej, poddając się zabiegom stomatologicznym, kupując markowe ubrania i wyjeżdżając na wakacje za granicę.
W wywiadzie z kwietnia 2015 Gibson przyznała, że jej opowieści o stanie zdrowia zostały sfabrykowane, stwierdzając, że „nic z tego nie jest prawdą”. W wywiadzie dla „The Australian Women's Weekly” przyznała, że sfabrykowała wszystkie opowieści o nowotworach. Oszustwo tłumaczyła zaniedbaniem przez matkę, twierdząc, że od piątego roku życia była zmuszona opiekować się sobą i bratem. W maju 2015, w wywiadzie dla tego samego magazynu, matka Gibson, Natalie Dal-Bello, zaprzeczyła twierdzeniom córki na temat rodziny, w tym temu, że jej brat jest autystyczny.
Mark Feldman, profesor psychiatrii klinicznej, opisał działania Gibson jako „szczególnie drapieżne”, uznając, że dopuściła się „oszustwa na wielką skalę, dla osobistego zysku”.

### Śledztwo sądowe
6 maja 2016 Consumer Affairs Victoria ogłosiło podjęcie kroków prawnych przeciwko Gibson i Inkerman Road Nominees Pty Ltd (pierwotnie znanej jako Belle Gibson Pty Ltd) za „fałszywe twierdzenia pani Gibson i jej firmy dotyczące zdiagnozowania u niej terminalnego raka mózgu, odrzucenia przez nią konwencjonalnych metod leczenia raka na rzecz naturalnych środków leczniczych i przekazania dochodów na rzecz różnych organizacji charytatywnych”. Przeprowadzono dochodzenie w sprawie działań Gibson i złożono wniosek do Sądu Federalnego Australii o pozwolenie na podjęcie kroków prawnych. Penguin Australia zgodził się zapłacić 30 000 USD na rzecz Victorian Consumer Law Fund jako karę za opublikowanie książki The Whole Pantry bez sprawdzenia faktów.
15 marca 2017 Sąd Federalny Australii poparł stwierdzenia, że „pani Gibson nie miała uzasadnionych podstaw, aby sądzić, że ma raka”. Sędzia uznał, że Gibson działała pod wpływem urojeń, bez zamiaru popełnienia przestępstwa. Sędzina Sądu Federalnego Debra Mortimer wydała orzeczenie, że „większość, ale nie wszystkie” roszczenia przeciwko Gibson zostały udowodnione. Gibson nie stawiła się w sądzie. Sędzina Mortimer uznała, że „pani Gibson nie miała uzasadnionych podstaw, aby sądzić, że ma raka od czasu, gdy zaczęła publicznie wygłaszać te roszczenia, aby promować książkę The Whole Pantry i aplikację w połowie 2013”, ale nie było wystarczających dowodów, aby udowodnić, że nie działała pod wpływem urojeń.
We wrześniu 2017 Gibson została ukarana grzywną w wysokości 410 000 dolarów (których do 2025 nie zapłaciła) za kłamstwa na temat darowizn na cele charytatywne. W 2019 władze zwróciły się o możliwość oskarżenia jej o obrazę sądu, ponieważ nie zapłaciła grzywny. Proces wyznaczono na 14 maja 2018. Za niestawienie się w sądzie Gibson groziło 6 lat więzienia. W połowie września 2019 Gibson nadal nie zapłaciła grzywny, twierdząc, że jest spłukana. Consumer Affairs Victoria starało się wyegzekwować karę. W liście z 2017, który został opublikowany przez Sąd Federalny, Gibson oświadczyła, że ma 170 000 dolarów długu, a na koncie 5000 dolarów.
22 stycznia 2020 Biuro Szeryfa Stanu Wiktoria wydało nakaz przeszukania domu Gibson w Northcote i zajęło część jej dóbr w celu odzyskania niezapłaconych grzywien, które z powodu odsetek i kosztów przekroczyły pół miliona dolarów. W lutym 2021 jej sprawę „porzucono”. Jej dom został zajęty nakazem z 21 maja 2021 w celu „próby odzyskania niezapłaconych grzywien”. Do lutego 2025 Gibson nie zapłaciła zaległych grzywien.

### Rzekoma działalność w społeczności Oromo
Dzień po wydaniu przez policję pierwszego nakazu przeszukania domu Gibson, 23 stycznia 2020, w sieci pojawiło się nagranie wideo Shabo Media z października 2019, na którym Gibson, ubrana w chustę na głowie, mówiła częściowo w języku oromo (odnosząc się do siebie jako „Sabontu”), rozmawiając z dziennikarzem o sytuacji politycznej w Etiopii i nazywając Etiopię „domem”. Przyznała, że po 4 latach wolontariatu została adoptowana przez społeczność etiopską w Melbourne, nazywając to darem od „Allaha”. Tego samego dnia prezes Australian Oromo Community Association w stanie Wikktoria, Tarekegn Chimdi, oświadczył, że Gibson nie jest zarejestrowaną wolontariuszką ani „nie jest członkinią społeczności i nie współpracuje z nią”. Stwierdził, że widział ją na wydarzeniach społeczności tylko dwa lub trzy razy. Uznał, że nikt nie wiedział, kim jest, niedawno poznał jej historię i życzył sobie, żeby przestała określać się jako członkini społeczności Oromo.

## W kulturze popularnej
W 2023 Netflix wyprodukował dwuczęściowy dokument o Belle Gibson zatytułowany The Search For Instagram's Worst Can Artist.
W serialu Netflixa z 2025 pt. Apple Cider Vinegar (pol. Ocet jabłkowy) rolę Belle Gibson zagrała Kaitlyn Dever.

## Zobacz także
- Zespół Münchhausena
- Hipochondria